# Jan Wardach
Jan Wardach (ur. 6 czerwca 1912 w Jedlinkach, zm. ?) – polski działacz partyjny i państwowy, przewodniczący Prezydiów Miejskich Rad Narodowych w Grudziądzu i Toruniu na przełomie lat 40. i 50. XX wieku.

## Życiorys
Syn Franciszka. Działał w Polskiej Partii Robotniczej, w 1948 przekształconej w Polską Zjednoczoną Partię Robotniczą. Został członkiem Związku Młodzieży Polskiej. W 1949 był przewodniczącym Prezydium Miejskiej Rady Narodowej w Grudziądzu, w 1950 objął analogiczne stanowisko w Toruniu. 2 grudnia 1951 roku został członkiem Egzekutywy Komitetu Miejskiego PZPR w tym samym mieście. W latach 50. XX wieku zakończył pełnienie tej funkcji. Od marca 1955 do stycznia/lutego 1956 p.o. szefa Komisji Walki ze Spekulacją przy Prezydium MRN w Bydgoszczy.
W 1955 został odznaczony Medalem 10-lecia Polski Ludowej i Złotym Krzyżem Zasługi.